# Problém zmateného zástupce
Problém zmateného zástupce (confused deputy problem) je v informatice označení situace, kdy dojde u počítačového programu k podvržení autority třetí stranou. Jedná se zde o specifický způsob elevace oprávnění. V počítačové bezpečnosti je problém zmateného zástupce udáván jako jedna z výhod systémů používajících tzv. capabilities, které jsou proti tomuto problému chráněné na rozdíl od systémů využívajících ACL.

## Příklady
Problém zmateného zástupce využívají triky založené na získání si důvěry u oběti se záměrem oběť oklamat (poškodit). To, že je u programu nějakým způsobem podvržena autorita, vždycky neznamená, že se z něj stane zmatený zástupce. Někdy je podvržení autority čistě výsledek nějaké chyby v programu. Problém zmateného zástupce nastává, pokud jeden program předá nějaký objekt druhému a související oprávnění přístupu neúmyslně. Je to záludný problém, protože ani jedna strana úmyslně nechtěla změnit přístupová oprávnění.

### Záměna čárového kódu v obchodě
Při placení v obchodě pokladní skenuje čárový kód u jednotlivého zboží. Útočník může vyměnit čárové kódy u dražšího zboží za čárové kódy zboží levnějšího. U tohoto druhu útoku je pokladní zmatený zástupce, který důvěřuje zdánlivě platným čárovým kódům.

### Další příklady využití problému zmateného zástupce
Cross-site request forgery (CSRF) je další příklad použití zmateného zástupce. Zde útočník přesvědčí webový prohlížeč pomocí cookies, že je někdo jiný, a tak se může nabourat např. do administrace nebo k citlivým informacím.
Další z příkladů je počítačový červ Samy, který za použití Cross-Site Scriptingu (XSS) obalamutil pomocí prohlížeče MySpace session a tím z něj udělal zmateného zástupce. Pomocí XSS červ donutil prohlížeč poslat další svou kopii formou MySpace zprávy, kterou následně uviděl každý z přátel oběti. MySpace již učinil potřebná opatření, aby se toto již nikdy nemohlo opakovat.
U útoků typu Clickjacking je zmatený zástupce sám uživatel. Při tomto útoku se uživatel domnívá, že si pokojně surfuje webovou stránkou (stránkou spravovanou útočníkem), ale mezitím provádí závažné operace na stránce jiné.
Při použití útoku typu FTP bounce attack se může útočník nepřímo připojit k TCP portům, ke kterým útočník nemá za normálních okolností přístup. U tohoto útoku je zmatený zástupce FTP server.
Další příklad se týká firewallu, který může zamezit přístup k internetu pro určité aplikace. Některé aplikace se toto snaží obejít tím, že spustí prohlížeč s požadovanou adresou URL. Prohlížeč již má požadované oprávnění k připojení k síti. Firewall tento problém může řešit tím, že oznámí uživateli, že program, který má přístup do sítě, byl spuštěn jiným programem. Nicméně uživatel povětšinou není tak dobře informovaný a vzhledem k tomu, že operační systém vyvolá mnoho falešných poplachů, je zde velké riziko, že uživatel ze zvyklosti potvrdí takovouto akci kliknutím na tlačítko "OK".